# Alexandr Stolper
Alexandr Borisovič Stolper (rusky Александр Борисович Столпер; 12. srpna 1907 Dvinsk, Ruské impérium – 12. ledna 1979 Moskva, Sovětský svaz) byl sovětský filmový režisér a scenárista. Mezi lety 1930 až 1977 zrežíroval 16 filmů.

## Ocenění
V letech 1949 a 1951 získal Stolper Stalinovu cenu. V roce 1977 obdržel čestný titul Národního umělce Sovětského svazu.

## Filmografie
Stolper ve svých filmech adaptoval díla sovětských autorů jako byli Konstantin Michajlovič Simonov, Vasilij Nikolajevič Ažajev, Jurij Markovič Nagibin či Boris Polevoj
- 1930 Prostaja istorija
- 1934 Četyre vizita Samjuelja Vulfa
- 1940 Zakon žizni
- 1942 Pareň iz našego goroda (česky Chlapík z našeho města)
- 1943 Ždi meňa (česky Očekávej mne)
- 1945 Dni i noči (česky Nesmrtelní)
- 1946 Naše serdce (česky Zkušební pilot)
- 1948 Povest o nastoyashchem cheloveke (česky Příběh opravdového člověka)
- 1950 Daleko ot Moskvy (česky Daleko od Moskvy)
- 1955 Дорога
- 1957 Něpovtorimaja věsna (česky Jaro, které se nevrací)
- 1958 Trudnoje sčasťje (česky Vykoupené štěstí)
- 1964 Živyje i mjortvyje (česky  Živí a mrtví)
- 1967 Vozmezdije (česky Odplata)
- 1972 Četvjortyj
- 1977 Otkloneniye - nol (česky Odchylka - nula)